# Binh đoàn 318 dầu khí
Binh đoàn 318, còn gọi là Binh đoàn Dầu khí, là một binh đoàn kinh tế của Quân đội nhân dân Việt Nam được giao nhiệm vụ biệt phái tại Tổng cục Dầu khí, có chức năng xây dựng hạ tầng kỹ thuật (giao thông, cảng biển, căn cứ hậu cần...) cho khu công nghiệp dầu khí Vũng Tàu, trong đó có liên doanh Vietsovpetro. Đây cũng là đơn vị lớn nhất của quân đội được thành lập để bổ trợ nguồn nhân lực ban đầu trong phát triển hạ tầng kỹ thuật ngành dầu khí Việt Nam. Binh đoàn 318 được thành lập  vào năm 1980. Đến năm 1983, Binh đoàn được chuyển đổi công năng thành bộ máy dân sự thuộc Tổng cục Dầu khí và đổi tên là Xí nghiệp Liên hiệp Xây lắp Dầu khí, theo đó Tư lệnh của Binh đoàn thành Tổng giám đốc, các Phó tư lệnh là các Phó tổng giám đốc...

## Thành lập
Năm 1976, Chính phủ Việt Nam đã bổ nhiệm Thiếu tướng Đinh Đức Thiện, Thứ trưởng Bộ Quốc phòng, Chủ nhiệm Tổng cục Hậu cần và Kỹ thuật (Bộ Quốc phòng) làm Bộ trưởng phụ trách dầu khí. Sau đó, Tổng cục Dầu khí được giao tiếp quản các cơ sở vật chất và tài liệu của các công ty dầu khí tại miền Nam Việt Nam. Nhiệm vụ xây dựng ngành dầu khí được giao cho quân đội từ lúc ấy.
Ngày 26 tháng 6 năm 1980, Bộ Chính trị Ban Chấp hành Trung ương Đảng Cộng sản Việt Nam ra Nghị quyết 27/NQTW, giao cho Quân đội tham gia làm Dầu khí.
Ngày 11 tháng 07 năm 1980, Bộ trưởng Bộ Quốc phòng (lúc đó là Văn Tiến Dũng) quyết định thành lập Binh đoàn Dầu khí.

## Nhiệm vụ và hoạt động
Đầu năm 1981, Tổng cục trưởng Tổng cục Dầu khí giao nhiệm vụ cho Binh đoàn 318 xây dựng kinh tế dầu khí.
Nhiệm vụ chính của binh đoàn là xây dựng các công trình dầu khí ở Vũng Tàu. Ngoài ra còn các nhiệm vụ khác như xây dựng các công trình quốc phòng. Bộ Quốc phòng quản lý quân số, con người của binh đoàn. Phần nghiệp vụ do Tổng cục Dầu khí chỉ đạo.
Binh đoàn về đóng tại Vũng Tàu khi đặc khu Vũng Tàu – Côn Đảo vừa được thành lập.

## Lực lượng
Binh đoàn có vị trí và quyền hạn tương đương  quân đoàn và có quân số khoảng từ 10 đến 18 ngàn. Binh đoàn 318 được hình thành từ  các đơn vị: Sư đoàn 318 (từ Quân khu 4 đóng tại Nghệ An), Sư đoàn 336 (từ Lào), Trung đoàn 526 (trung đoàn vận tải thuộc Tổng cục Hậu cần), Trung đoàn 693 (Trung đoàn 4 Công an nhân dân vũ trang - nay là Bộ đội Biên phòng) ở Tây Ninh, Bệnh viện 264 và một số tiểu đoàn độc lập như: Tiểu đoàn công binh, thông tin, Xưởng sản xuất, sửa chữa điện- cơ khí X15...
Năm 1982, Binh đoàn được bổ sung nguồn nhân lực từ Khu gang thép Thái Nguyên và từ một số nhà máy, xí nghiệp công nghiệp từ phía Bắc.
Tổ chức bộ máy của Binh đoàn, như một Tổng công ty, bao gồm:
- Bộ tư lệnh Binh đoàn và Binh đoàn bộ (như một ban Tổng giám đốc và các phòng ban chức năng: chính trị- tổ chức đảng, chính sách; tham mưu- kế hoạch;  quân lực- tổ chức, lao động; kỹ thuật- công nghệ; các phòng chức năng: công trình, cơ điện, vật tư, xây lắp...)
- Dưới Binh đoàn là các Trung đoàn đóng vai trò là các công ty thành viên (TĐ 271 - Khai thác đá, TĐ233, 694 - san lấp và xây dựng thủy (cầu cảng), xây lắp công nghiệp, dân dụng, xây dựng giao thông, TĐ 526 - vận tải, Xưởng gia công...)
- Dưới các Trung đoàn là các tiểu đoàn (xí nghiệp), các đại đội (xưởng)...

## Lãnh đạo
Bộ tư lệnh Binh đoàn gồm: 
- Tư lệnh đầu tiên là Đại tá Nguyễn Cận (từ khi thành lập- đến 1982)
- Đại tá Trần Nguyên Độ là Tư lệnh kiêm Chính ủy binh đoàn (từ 1982 đến khi Binh Đoàn 318 chuyển sang đơn vị kinh tế dân sự), cuối năm 1982 ông được phong hàm Thiếu tướng.
- Phó tư lệnh: Đại tá Nguyễn Cư, Đại tá Trương Chí Công.[1][4],
- Chủ nhiệm chính trị: Đại tá Nguyễn Chí Cơ (?)

## Chuyển đổi
Tháng 11 năm 1983, Phó chủ tịch Hội đồng Bộ trưởng quyết định thành lập Xí nghiệp Liên hiệp Xây lắp Dầu khí, nay là Tổng Công ty cổ phần Xây lắp Dầu khí Việt Nam trên cơ sở tổ chức của Binh đoàn 318 Dầu khí. đa phần Lực lượng của binh đoàn được chuyển sang làm việc tại Xí nghiệp Liên hiệp Xây lắp Dầu khí, một số không có nguyện vọng thì được bộ Quốc phòng chuyển về quân đội nhận công tác hoặc nghỉ theo chính dách quân đội.

## Một số công trình tiêu biểu
- Xây dựng mỏ đá ở hai xã An Ngãi và Phước Tỉnh của huyện Long Đất [6], góp phần lớn công sức trong việc xây dựng thành phố Vũng Tàu.
- Xây dựng Cảng Vũng Tàu
- Cải tạo Sân bay Cỏ Ống ở Côn Đảo.
- Đường tránh QL 51 (51B), ngày đó còn gọi là QL15B (Trước năm 1975, QL từ Ngã Ba Vũng Tàu đi Vũng Tàu có tên là QL15 (xây dựng sau 1954), nhưng QL 15 thực tế từ thời Pháp thuộc là quốc lộ bắt đầu từ Tòng Đậu, đến thị trấn Cam Lộ, qua các tỉnh: Thanh Hóa, Nghệ An, Hà Tĩnh, Quảng Bình, vi thế đường từ Biên Hòa đi Vũng Tàu đổi tên thành QL51)